# Sedum
- Commons
- Wikispecies

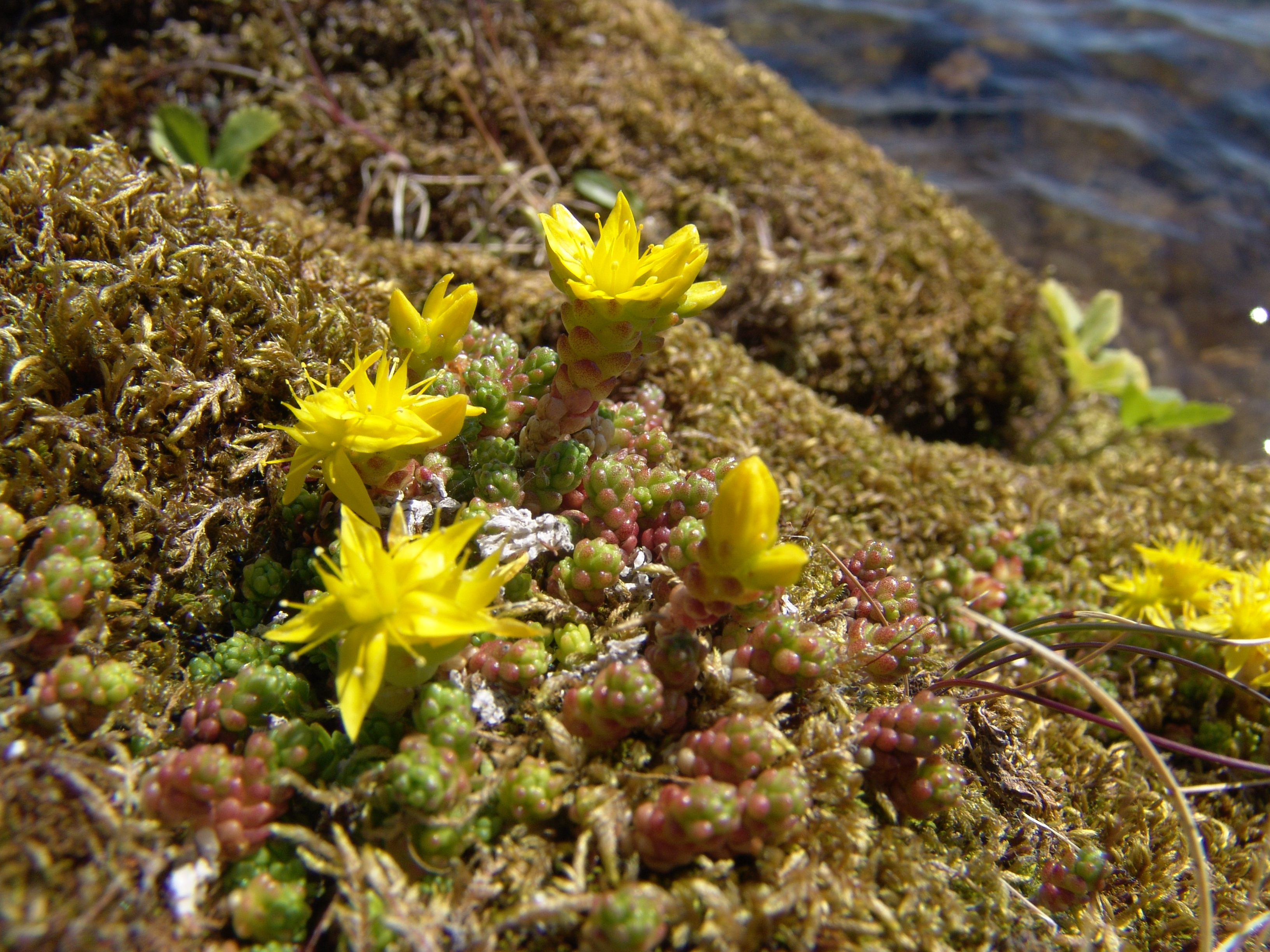
Sedum acre

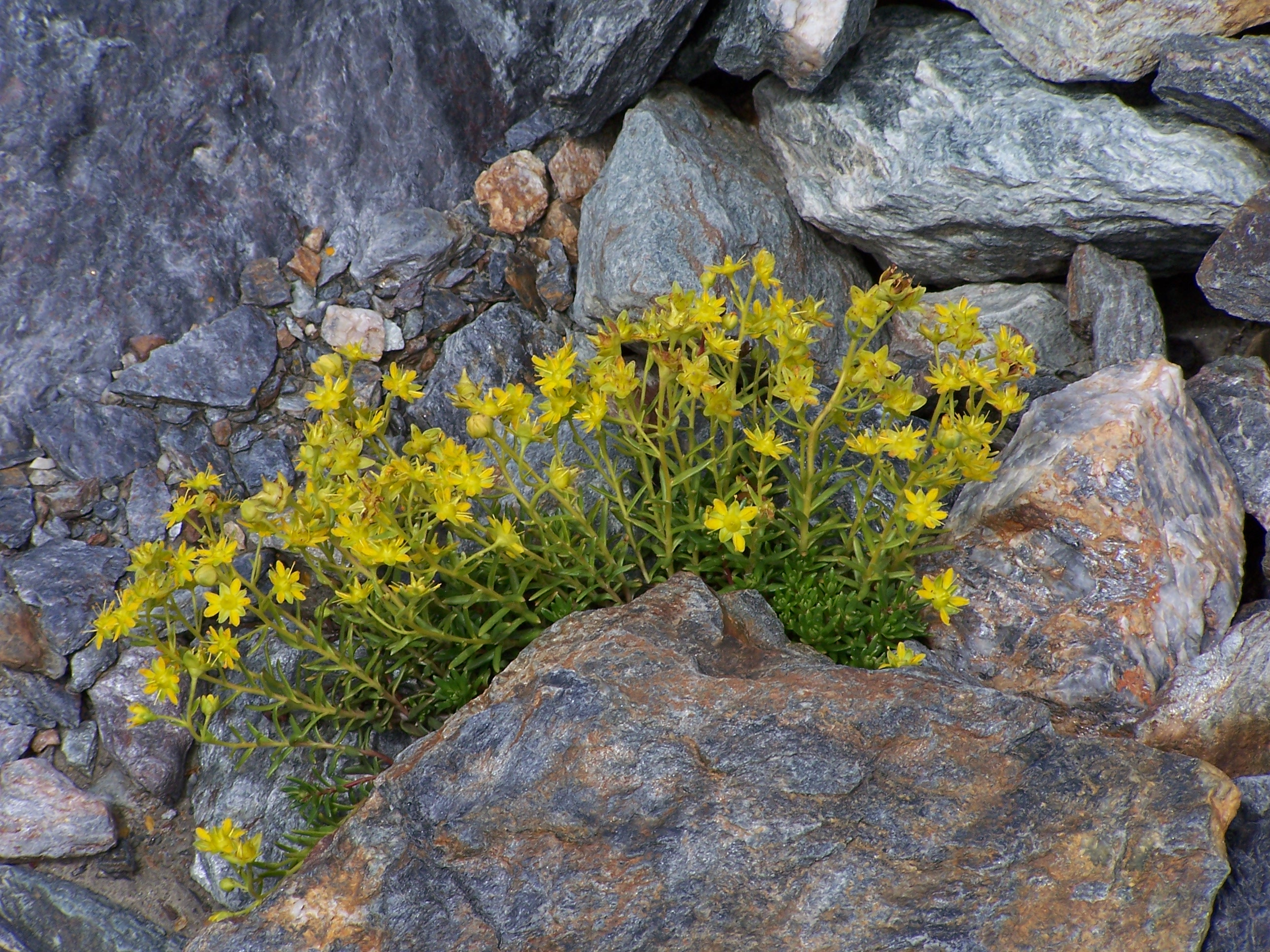
Sedum alpestre

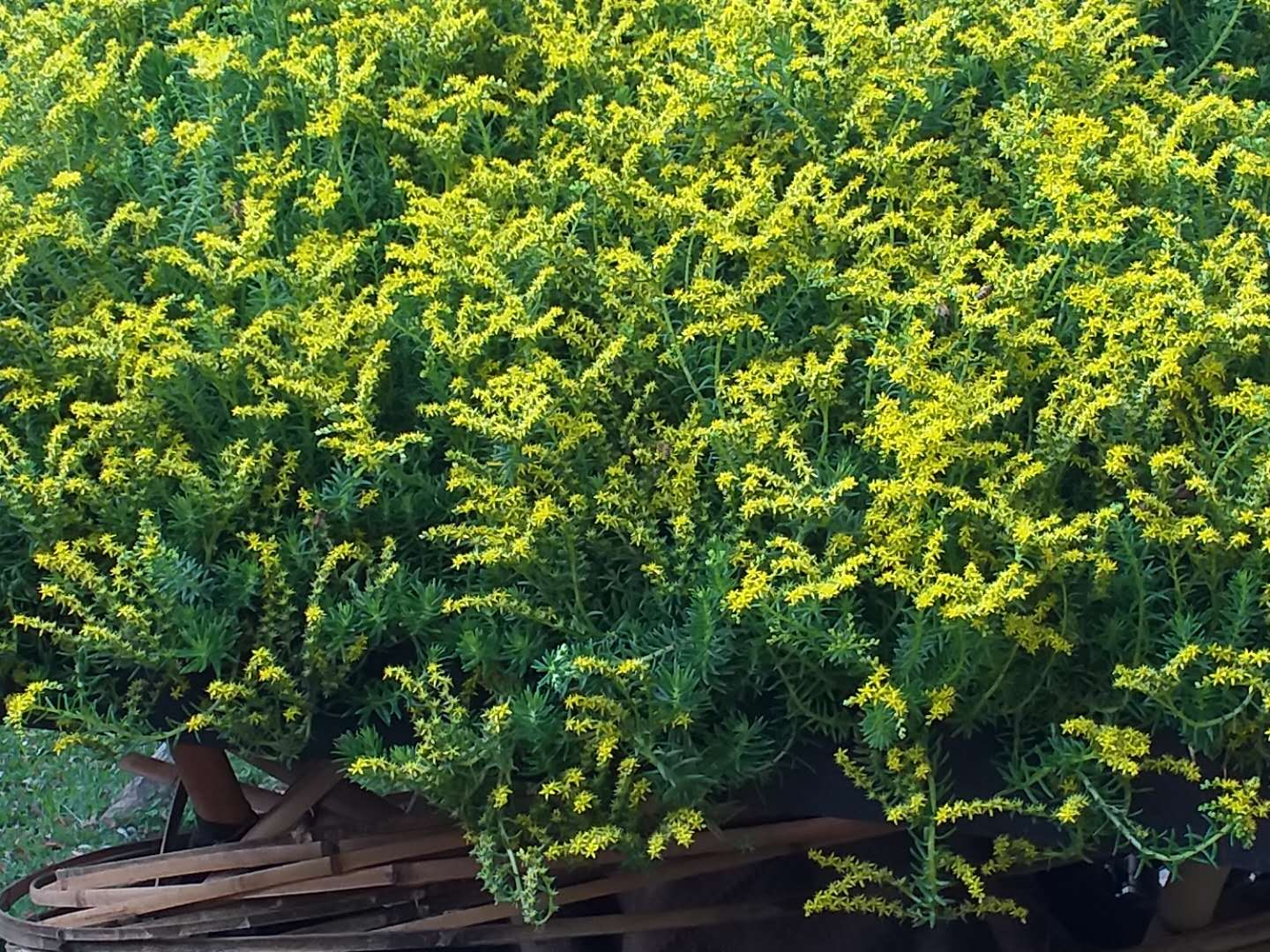
Sedum lineare

Sedum L. é um dos géneros de plantas da família das Crassulaceae. Também conhecidas como Pedreiras.

## Usos
Além de sua tradicional utilização como vegetação ornamental em jardins residenciais e comerciais, as plantas do gênero Sedum também vêm recebendo preferência em projetos modernos de cobertura verde por causa de sua notável tolerância a extremos climáticos (i.e. calor x frio, humidade x seca).

## Sinonímia
| - Hylotelephium H. Ohba - Aithales Webb et Berthel. - Aizopsis Grulich - Amerosedum Á. Löve et D. Löve - Asterosedum Grulich - Breitungia Á. Löve et D. Löve - Cepaea Fabr. - Chetyson Raf. - Clausenellia Á. Löve et D. Löve - Cockerellia Á. Löve et D. Löve - Congdonia Jeps. - Corynephyllum Rose - Etiosedum Á. Löve et D. Löve - Gormania Britton | - Helladia M. Král - Hjaltalinia Á. Löve et D. Löve - Keratolepis Rose ex Frod. - Leucosedum Fourr. - Macrosepalum Regel et Schmalh. - Oreosedum Grulich - Petrosedum Grulich - Phedimus Raf. - Procrassula Griseb. - Sedastrum Rose - Spathulata (Boriss.) Á. Löve et D. Löve - Tetrorum Rose - Triactina Hook.f. et Thomson |

## Espécies
- Sedum acre (L.), que é uma espécie espontânea em Portugal.

Outras designações:
- Vermiculária ou uva de cão (Portugal)
- Stonecrop (Inglaterra)
- Sedum brûlant ou vermiculaire (França)
- Pampajarito (Espanha)
- Scharfer Maurpfeffer(Alemanha)

Lista completa das espécies

## Toxicidade
Constituintes tóxicos existentes nesta espécie:
- Cadaverina
- Lobelanidina
- Nicotina
- Peletierina

## Classificação do gênero
| Sistema | Classificação                      | Referência               |
| ------- | ---------------------------------- | ------------------------ |
| Linné   | Classe Decandria, ordem Pentagynia | Species plantarum (1753) |